# Лаврова-Глинка, Ксения Олеговна
Ксе́ния Оле́говна Лавро́ва-Гли́нка (род. 14 октября 1977, Кимры, Тверская область) — российская актриса театра, кино и дубляжа. Министр культуры Тверской области (с 6 сентября 2022 года по 9 января 2025 года).

## Биография
Ксения Олеговна Лаврова-Глинка родилась 14 октября 1977 года в Кимрах, где служили её дед и её отец — Олег Алексеевич Лавров (1948—2018).
Связать свою жизнь со сценой Ксения решила только в старших классах и после окончания школы поехала покорять Москву.
В 1998 году окончила Школу-студию МХАТ (курс Олега Табакова). По окончании школы-студии была приглашена в театр «Et Cetera». Помимо ролей в театре «Et Cetera» в 2001 году актриса была приглашена в МХТ имени А. П. Чехова, где сыграла в спектакле «№ 13» (Джейн). В 2005 году была принята в труппу Московского художественного театра имени Чехова.
С 6 сентября 2022 года — министр культуры Тверской области.
9 января 2025 года уволена с поста указом Губернатора Тверской области И. М. Рудени.

## Творчество

### Роли в театре

#### Московский театр-студия п/р Олега Табакова
- 1995 — «Псих» Александра Минчина (реж. Андрей Житинкин) — Ира, медсестра, влюблённая в героя

#### Московский театр «Et Cetera»
- «Лекарь поневоле» Мольера — Мартина
- «Смуглая леди сонетов» — смуглая леди
- «Конкурс» Александра Галина — Ольга Пухова
- «Навсегда-навсегда» — 237-я девушка
- «Дон Кихот»

#### Московский художественный театр им. А. П. Чехова
- 2001 — «№ 13» Рэй Куни (режиссёр Владимир Машков) — Джейн
- 2005 — «Господа Головлевы» Салтыкова-Щедрина (режиссёр Кирилл Серебренников) — Аннинька / Любинька
- 2005 — «Солнце сияло» (режиссёр Марина Брусникина) — Долли-Наташа
- «Последние»
- 2004 — «Тартюф» Мольера (режиссёр Нина Чусова) — Эльмира, жена Оргона
- 2008 — «Крейцерова соната» Л. Толстого (реж. А. Яковлев) — Полина / дама
- 2009 — «Трёхгрошовая опера» Б. Брехта (режиссёр Кирилл Серебренников) — Полли Пичем
- 2009 — 2011 — «Дворянское гнездо», по роману Ивана Тургенева, постановка Марины Брусникиной — Варвара
- 2010 — «Васса Железнова» М. Горького (реж. Л. Эренбург) — Рашель
- 2010 — 2011 — «Шага», по пьесе Маргерит Дюрас, постановка Мари-Луиз Бишофберже
- 2011 — «Дом» Е. Гришковца (реж. С. Пускепалис) — Ветрова
- 2012 — «Преступление и наказание» Ф. Достоевского (реж. Л. Эренбург) — Катерина Ивановна
- 2012 — «Зойкина квартира» М. Булгакова (реж. Кирилл Серебренников) — Алла Вадимовна

### Фильмография
| Год       |   | Название                                          | Роль |
| --------- | - | ------------------------------------------------- | --- |
| 2004      | ф | Папа                                              | Людмила Шутова |
| 2005      | ф | Лола и Маркиз                                     | Алёна Мухина |
| 2005      | ф | Побег                                             | доктор Светлана Полякова |
| 2005      | с | Полный вперёд!                                    | Альбина |
| 2007      | ф | Гений пустого места                               | Арина Родина |
| 2007      | с | Сваха                                             | Наталья Транская |
| 2007      | с | На пути к сердцу                                  | Ирина |
| 2007      | ф | Юбилей                                            | Ольга, дочь Грановской |
| 2008      | ф | Чизкейк                                           | Галина |
| 2008      | ф | Тяжёлый песок                                     | Люба Ивановская, старшая дочь Рахили и Якова |
| 2008      | с | Хиромант 2                                        | Татьяна |
| 2008      | с | Монтекристо                                       | Лолита Карасёва |
| 2009      | ф | Семь жён одного холостяка                         | Лидия |
| 2009      | ф | Снегирь                                           | Марина |
| 2010      | с | Журов 2 (фильм № 7 «122 сантиметра», серии 13-14) | Алиса Витальевна Гамбаева, жена тренера по стрельбе из лука в ДЮСШ «Колчан» города Задольска Петро Сангожаповича Гамбаева                                  |
| 2010      | ф | Счастье по контракту                              | Ксения Ракитина |
| 2010      | с | Судьбы загадочное завтра                          | Маруся, жена Андрея |
| 2011—2012 | с | Закрытая школа                                    | Ирина Исаева (Наталья Колчина) |
| 2011      | с | Судьба на выбор                                   | Ангел (Светлый Хранитель) |
| 2011      | с | Измена                                            | Елена Короткова, подруга Натальи |
| 2012      | с | Склифосовский                                     | Татьяна Жулина, психиатр |
| 2012      | с | Однажды в Ростове                                 | Рита Калюжная, жена профессора |
| 2012      | с | Неженская игра                                    | Лидия, бывший снайпер |
| 2013      | с | Торговый центр                                    | Марина Белецкая |
| 2013      | с | Жить дальше                                       | Нелли Кострова |
| 2013—2018 | с | Молодёжка                                         | Ольга Владимировна Кострова, мать Александра Кострова |
| 2013      | ф | Вверх тормашками                                  | Светлана Натальевна Каморкина |
| 2014—2018 | с | Практика                                          | Евгения Павловна Королёва — врач-хирург приёмного отделения, заслуженный врач России (первый-второй сезоны); заведующая приёмным отделением (второй сезон) |
| 2014      | ф | Узник старой усадьбы                              | Ирина |
| 2014      | ф | Берцы                                             | Ирина |
| 2015      | с | Луна                                              | Марина Соколова, жена Романа, мать Сергея и Веры, владелица кафе                                                                                           |
| 2015      | ф | Призрак                                           | Надежда Кузнецова, мама Вани |
| 2015      | с | Капкан для звезды                                 | Юлия Туркестанова |
| 2016      | ф | Любовь как стихийное бедствие                     | Элеонора |
| 2017      | ф | Напарник                                          | Люда (Людмила Петровна), бывшая возлюбленная Хромова, она же Дракон                                                                                        |
| 2017      | с | Секретарша                                        | Катерина Морозова |
| 2018      | ф | Лёд                                               | Маргоша, тётка Надежды |
| 2018      | с | Дневник новой русской                             | Лариса |
| 2019      | с | Тень за спиной                                    | Анна Костенко, хозяйка кафе |
| 2019      | с | Ловушка для королевы                              | Зинаида Викторовна Лебедева, мать Марии |
| 2019      | с | Нулевой цикл                                      | Марина Хаирова |
| 2020      | с | Ищейка 4                                          | Татьяна, мать Игоря |
| 2020      | с | Хрустальная мечта                                 | Вера |
| 2021      | с | Арбатские тайны                                   | Лиля |

## Видеография
- В 2008 году снималась в клипе Димы Билана «Believe».

## Личная жизнь
Первый муж (2000—2010) — предприниматель Сергей Глинка. Дети — Даниил (2001 г.р.), Аглая (2006 г.р.)
Второй муж (с 21 мая 2011 года) — актёр Дмитрий Готсдинер. 14 октября 2017 года родился сын Николай.

## Награды
- Медаль ордена «За заслуги перед Отечеством» II степени (8 июня 2015 года) — за заслуги в развитии отечественной культуры и искусства, многолетнюю плодотворную деятельность[3].
- Благодарность Президента Российской Федерации (29 октября 2018 года) — за заслуги в развитии отечественной культуры и искусства, многолетнюю плодотворную деятельность[4].
- Лауреат молодёжной премии «Триумф» (2009 год).